# ارچیدونا
ارچیدونا (به اسپانیایی: Archidona) یکی از دهستان‌های اسپانیا است که در مالاگا واقع شده‌است.

## خصوصیات
ارچیدونا ۱۸۵٫۵۹ کیلومترمربع مساحت و ۸٬۸۵۷ نفر جمعیت دارد و ۶۶۶ متر بالاتر از سطح دریا واقع شده‌است.